# Station Rutkowice
Station Rutkowice is een spoorwegstation in de Poolse plaats Rutkowice.